# Jakob Moneta

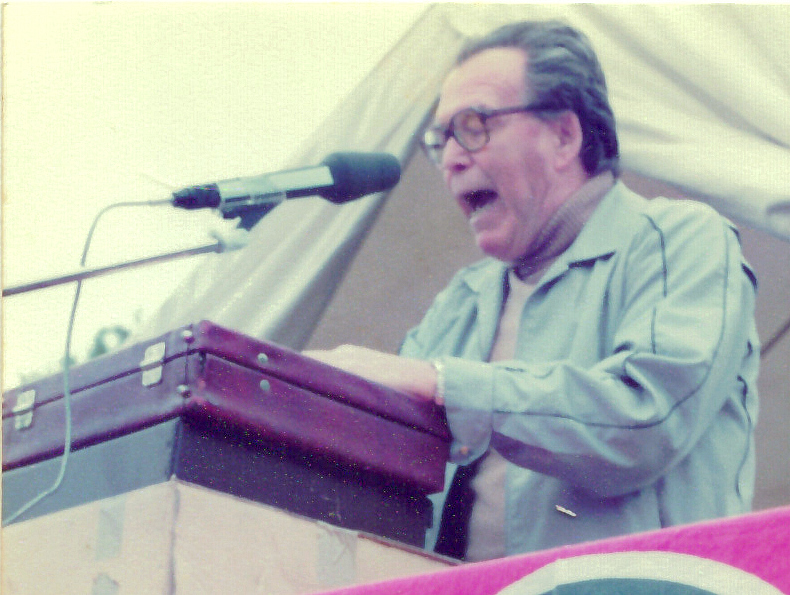
Jakob Moneta bei einer Kundgebung der SJD-Die Falken in den 1980er Jahren

Jakob Moneta, eigentlich Jakub Moneta (* 11. November 1914 in Blasow, Österreich-Ungarn (heute Südost-Polen); † 3. März 2012 in Frankfurt am Main) war ein deutscher Journalist und Funktionär verschiedener linker Parteien. Von 1962 bis 1978 war er Chefredakteur der IG-Metall-Zeitschrift Metall.

## Leben
J. Moneta entstammte einer jüdischen Familie. Nach einem Pogrom in seiner Heimatstadt 1918 floh seine Familie 1919 nach Köln, in die Heimatstadt seines Vaters, eines Textilfabrikanten. In Köln besuchte er eine jüdisch orthodoxe Schule, wurde Sozialist und Zionist und schloss sich dem Sozialistischen Jugendverband (SJVD), der Jugendorganisation der Sozialistischen Arbeiterpartei, an und engagierte sich im Arbeitersport. Erneute Judenverfolgung in Köln, aber auch Erfahrung mit Solidarität deutscher Jugendlicher.
Nach dem Abitur Ende 1933 verließ Moneta Deutschland und immigrierte ins Mandatsgebiet Palästina, wo er als Teil der Jugendbewegung HaSchomer haZaʿir sich einem in einen Kibbuz anschloss. Er organisierte gewerkschaftliche Streiks für den 8-Stunden-Tag und arbeitete mit Arabern zusammen. Im Jahre 1936 wurde er Mitglied der zionistischen Selbstschutzorganisation Hagannah. Er trat für einen binationalen arabisch-jüdischen Staat ein. In Jerusalem fünf Jahre lang bei der einzigen jüdisch-arabischen Gewerkschaft beschäftigt, weil der jüdische Gewerkschaftsbund Histadrut arabische Arbeiter nicht aufnahm. 1939 verließ er den Kibbuz und wurde 27 Monate lang von den Briten interniert. Im palästinensischen Jischuv gehörte Moneta zusammen mit Tony Cliff, Jakob Taut, Rudolf Segall und Jabra Nicola dem trotzkistischen "Bund Revolutionärer Kommunisten" an, der sich in seinem Manifest "Gegen den Strom" (1948) für ein binationales jüdisch-arabisches Gemeinwesen innerhalb eines "Vereinigten Sozialistischen Arabischen Ostens" aussprach.
Nach dem Ende des Zweiten Weltkriegs wurde er Journalist und ging 1948 als überzeugter Internationalist und Trotzkist nach Köln zurück, wo er der deutschen Sektion der trotzkistischen Vierten Internationale, den Internationalen Kommunisten Deutschlands (IKD), beitrat. Er wurde Redakteur des von Willi Eichler und Heinz Kühn geführten SPD-Blattes Rheinische Zeitung und mit dem Beginn des Entrismus der IKD auch Mitglied der SPD. Ende 1953 ging er als Sozialreferent an die bundesdeutsche Botschaft Paris. Neben seiner offiziellen Arbeit engagierte er sich – von seinen Arbeitgebern unbemerkt – als Kofferträger für die algerische Befreiungsfront (FLN), wofür er anlässlich des 50. Jahrestags des Beginns des algerischen Befreiungskriegs am 18. Dezember 2004 vom algerischen Botschafter in »Anerkennung und Bewunderung für die Unterstützung der algerischen Sache« ausgezeichnet wurde.
Im Jahre 1962 kehrte er wieder nach Köln zurück, wo er Chefredakteur der beiden einflussreichen IG Metall-Zeitungen Metall und Der Gewerkschafter wurde. Unter Monetas Leitung stieg die Auflage der Metall in kurzer Zeit von 1,5 auf 2,2 Millionen. Es erschienen populärwissenschaftliche Artikel ebenso wie Reportagen aus dem Arbeiteralltag. Sein bekanntester Mitarbeiter war Günter Wallraff, der dort seine ersten Industriereportagen schrieb.
Moneta war 1976 maßgeblich daran beteiligt, dass Wolf Biermann zum „Kölner Konzert“ eingeladen wurde. Biermanns Auftritt am 13. November 1976 in der Kölner Sporthalle führte zu seiner Ausbürgerung aus der DDR.
Moneta, der seit auch 1969 Mitglied der trotzkistischen Gruppe Internationale Marxisten und nach deren Vereinigung mit der KPD/ML auch der Vereinigten Sozialistischen Partei war sowie in deren Publikationen unter dem Pseudonym Anna Armand schrieb, trat 1990 in die PDS ein und wurde daraufhin nach vierzigjähriger Mitgliedschaft aus der SPD ausgeschlossen. Bis 1995 war er Mitglied des Parteivorstandes der PDS. Moneta war seit 1987 als Kolumnist für die trotzkistisch ausgerichtete Zeitung SoZ tätig, schrieb aber auch für andere Blätter wie z. B. den Tagesspiegel oder die Jüdische Allgemeine. Seit 2006 war er Schirmherr der Bildungsgemeinschaft SALZ.

## Veröffentlichungen (Auswahl)
Bücher
- Aufstieg und Niedergang des Stalinismus, Frankfurt/Main: Internationale Sozialistische Publikationen o. J. [1977] ISBN 3-88332-027-7 (ursprünglich [1953] veröffentlicht unter dem Titel Kommentar zum Kurzen Lehrgang der Geschichte der KPdSU [Bolschewiki]).
- Die Kolonialpolitik der französischen KP, (Schriftenreihe des Forschungsinstituts der Friedrich-Ebert-Stiftung), Hannover: Verlag für Literatur und Zeitgeschehen 1968.
- Bundeswehr in der Demokratie, Macht ohne Kontrolle? (Mit Erwin Horn u. Karl-Heinz Hansen u. einem Vorwort v. Imanuel Geiss), Frankfurt/Main, Köln: Europäische Verlagsanstalt 1974, ISBN 3-434-00230-8
- Norbert Blüm. Herz-Jesu-Marxist oder kapitalistischer Propagandist? Frankfurt/Main ISP-Verlag 1985, ISBN 3-88332-088-9.
- Mehr Macht für die Ohnmächtigen: Reden und Aufsätze, Frankfurt/Main: ISP-Verlag 1991, ISBN 3-88332-177-X.
- Solidarität im Zeitalter des Skeptizismus: Kommentare aus drei Jahrzehnten, o. O. [Köln]: VsP u. Redaktion d. SoZ 2004.

Aufsätze (Online)
- Mehr Gewalt für die Ohnmächtigen, (autobiographisch-politischer Text, zuerst veröffentlicht in: Kursbuch 51, März 1978, S. 43–57; wieder veröffentlicht in Mehr Macht für die Ohnmächtigen).
- 50 Jahre DGB. Rückblick und Ausblick. In: UTOPIE kreativ. Heft 111, Januar 2000, S. 34–44 (PDF-Datei; 73 kB).
- Die Falten von Margot Honecker. Jakob Moneta antwortet Wolf Biermann. In: Sozialistische Zeitung. Nr. 24 vom 22. November 2001, S. 14.
- Genug für alle. Warum gerade in Krisenzeiten Reiche etwas abgeben und den Wohlstand der Gesellschaft mehren müssen. In: Jüdische Allgemeine. 1. Juli 2010, S. 1.
- John S. Will: Jacob Moneta – Jüdischer Internationalist und sozialistischer Gewerkschafter. Ein Leben im "kurzen 20. Jahrhundert". In: Luxemburg-Beiträge. 5, September 2021, S. 81–85.